# José Mariano Jiménez
José Mariano Jiménez är en del av en befolkad plats i Mexiko.   Den ligger i kommunen Jiménez och delstaten Chihuahua, i den centrala delen av landet, 1 000 km nordväst om huvudstaden Mexico City. José Mariano Jiménez ligger 1 384 meter över havet och antalet invånare är 34 281.
Terrängen runt José Mariano Jiménez är platt. Runt José Mariano Jiménez är det mycket glesbefolkat, med 3 invånare per kvadratkilometer. José Mariano Jiménez är det största samhället i trakten. Omgivningarna runt José Mariano Jiménez är i huvudsak ett öppet busklandskap.